# Paul-Laurent-Jean-Louis Mazé
Paul-Laurent-Jean-Louis Mazé SSCC (ur. 4 kwietnia 1885 w Pleyben, zm. 21 grudnia 1976) – francuski duchowny rzymskokatolicki, sercanin biały, misjonarz, wikariusz apostolski Tahiti i arcybiskup Papeete.

## Życiorys
Paul-Laurent-Jean-Louis Mazé urodził się 4 kwietnia 1885 w Pleyben we Francji. 25 września 1910 otrzymał święcenia prezbiteratu i został kapłanem Zgromadzenia Najświętszych Serc Jezusa i Maryi oraz Wieczystej Adoracji Najświętszego Sakramentu Ołtarza.
8 listopada 1938 papież Pius XI mianował go wikariuszem apostolskim Tahiti oraz biskupem tytularnym Aszkelonu. 30 kwietnia 1939 przyjął sakrę biskupią z rąk wikariusza apostolskiego Markizów Pierre'a-Marii-Davida Le Cadre SSCC.
Jako ojciec soborowy wziął udział w soborze watykańskim II. 21 czerwca 1966 wikariat apostolski Tahiti został podniesiony do rangi archidiecezji. Tym samym bp Mazé został arcybiskupem metropolitą Papeete.
5 marca 1973 przeszedł na emeryturę. Zmarł 21 grudnia 1976. Upamiętniono go na znaczku pocztowym Polinezji Francuskiej o nominale 105 franków wprowadzonym do obiegu 9 grudnia 1987.